# Atletica leggera ai XIII Giochi panamericani
L'atletica leggera ai XIII Giochi panamericani si è tenuta a Winnipeg, in Canada, dal 24 al 30 luglio 1999.

## Risultati

### Uomini
| Evento                               | Oro                                                                         | Prest.   | Argento                                                                                   | Prest.   | Bronzo                                                                     | Prest.   |
| Corse piane                          |                                                                             |          |                                                                                           |          |                                                                            |          |
| 100 metri (Vento: +0.4 m/s)          | Bernard Williams                                                            | 10.08    | Freddy Mayola                                                                             | 10.10    | Claudinei da Silva                                                         | 10.13    |
| 200 metri (Vento: −1.9 m/s)          | Claudinei da Silva                                                          | 20.30    | Curtis Perry                                                                              | 20.58    | Sebastián Keitel                                                           | 20.82    |
| 400 metri                            | Greg Haughton                                                               | 44.59    | Danny McCray                                                                              | 44.83    | Alejandro Cárdenas                                                         | 44.92    |
| 800 metri                            | Johnny Gray                                                                 | 1:45.38  | Norberto Téllez                                                                           | 1:45.40  | Zach Whitmarsh                                                             | 1:45.94  |
| 1500 metri                           | Graham Hood                                                                 | 3:41.20  | Michael Stember                                                                           | 3:41.96  | Hudson de Souza                                                            | 3:42.18  |
| 5000 metri                           | David Galván                                                                | 13:42.04 | Elenilson da Silva                                                                        | 13:43.13 | Jeff Schiebler                                                             | 13:43.66 |
| 10000 metri                          | Elenilson da Silva                                                          | 28:43.50 | David Galván                                                                              | 28:44.03 | Pete Julian                                                                | 28:44.55 |
| Corse ad ostacoli                    |                                                                             |          |                                                                                           |          |                                                                            |          |
| 110 metri ostacoli (Vento: +1.1 m/s) | Anier García                                                                | 13.17    | Yoel Hernández                                                                            | 13.24    | Eugene Swift                                                               | 13.41    |
| 400 metri ostacoli                   | Eronilde de Araújo                                                          | 48.23    | Eric Thomas                                                                               | 48.40    | Torrance Zellner                                                           | 48.45    |
| 3000 metri siepi                     | Joël Bourgeois                                                              | 8:35.03  | Francis O'Neill                                                                           | 8:35.73  | Jean-Nicolas Duval                                                         | 8:39.52  |
| Staffette                            |                                                                             |          |                                                                                           |          |                                                                            |          |
| 4 × 100 metri                        | Brasile Raphael de Oliveira Claudinei da Silva Édson Ribeiro André da Silva | 38.18    | Canada Donovan Bailey Glenroy Gilbert Bradley McCuaig Trevino Betty                       | 38.49    | Giamaica Garth Robinson Patrick Jarrett Christopher Williams Dwight Thomas | 38.82    |
| 4 × 400 metri                        | Giamaica Michael McDonald Greg Haughton Danny McFarlane Davian Clarke       | 2:57.97  | Brasile Eronilde de Araújo Claudinei da Silva Anderson Jorge dos Santos Sanderlei Parrela | 2:58.56  | Stati Uniti Danny McCray Deon Minor Torrance Zellner Alvin Harrison        | 3:00.94  |
| Concorsi                             |                                                                             |          |                                                                                           |          |                                                                            |          |
| Salto in alto                        | Kwaku Boateng Mark Boswell                                                  | 2.25     | -                                                                                         | -        | Charles Clinger                                                            | 2.25     |
| Salto con l'asta                     | Pat Manson                                                                  | 5.60     | Scott Hennig                                                                              | 5.55     | Jason Pearce                                                               | 5.30     |
| Salto in lungo                       | Iván Pedroso                                                                | 8.52     | Kareem Streete-Thompson                                                                   | 8.12     | Luis Meliz                                                                 | 8.06     |
| Salto triplo                         | Yoelbi Quesada                                                              | 17.19    | LaMark Carter                                                                             | 17.09    | Michael Calvo                                                              | 17.03    |
| Getto del peso                       | Brad Mears                                                                  | 19.93    | Jamie Beyer                                                                               | 18.95    | Bradley Snyder                                                             | 18.74    |
| Lancio del disco                     | Anthony Washington                                                          | 64.25    | Alexis Elizalde                                                                           | 61.99    | Jason Tunks                                                                | 61.75    |
| Lancio del martello                  | Lance Deal                                                                  | 79.61    | Kevin McMahon                                                                             | 73.41    | Juan Ignacio Cerra                                                         | 70.68    |
| Tiro del giavellotto                 | Emeterio González                                                           | 77.46    | Máximo Rigondeaux                                                                         | 76.24    | Tom Petranoff                                                              | 75.95    |
| Prove su strada                      |                                                                             |          |                                                                                           |          |                                                                            |          |
| Maratona                             | Vanderlei de Lima                                                           | 2:17:20  | Rubén Maza                                                                                | 2:19:56  | Éder Fialho                                                                | 2:20:09  |
| 20 km marcia                         | Bernardo Segura                                                             | 1:20:17  | Daniel García                                                                             | 1:20:28  | Jefferson Pérez                                                            | 1:20:46  |
| 50 km marcia                         | Joel Sánchez                                                                | 4:06:31  | Carlos Mercenario                                                                         | 4:09:48  | Philip Dunn                                                                | 4:13:45  |
| Prove multiple                       |                                                                             |          |                                                                                           |          |                                                                            |          |
| Decathlon                            | Chris Huffins                                                               | 8170 p.  | Dan Steele                                                                                | 8070 p.  | Raúl Duany                                                                 | 7730 p.  |

### Donne
| Evento                               | Oro                                                                     | Prest.   | Argento                                                                     | Prest.   | Bronzo                                                                      | Prest.   |
| Corse piane                          |                                                                         |          |                                                                             |          |                                                                             |          |
| 100 metri (Vento: +1.7 m/s)          | Chandra Sturrup                                                         | 11.10    | Angela Williams                                                             | 11.16    | Peta-Gaye Dowdie                                                            | 11.20    |
| 200 metri (Vento: +0.7 m/s)          | Debbie Ferguson                                                         | 22.83    | Lucimar de Moura                                                            | 23.03    | Felipa Palacios                                                             | 23.05    |
| 400 metri                            | Ana Guevara                                                             | 50.91    | Michelle Collins                                                            | 51.21    | Claudine Williams                                                           | 51.58    |
| 800 metri                            | Letitia Vriesde                                                         | 1:59.95  | Zulia Calatayud                                                             | 2:00.67  | Meredith Valmon                                                             | 2:01.51  |
| 1500 metri                           | Marla Runyan                                                            | 4:16.86  | Leah Pells                                                                  | 4:16.86  | Stephanie Best                                                              | 4:18.44  |
| 5000 metri                           | Adriana Fernández                                                       | 15:56.57 | Bertha Sánchez                                                              | 15:59.04 | Blake Phillips                                                              | 15:59.77 |
| 10000 metri                          | Nora Rocha                                                              | 32:56.51 | Stella Castro                                                               | 33:05.97 | Tina Connelly                                                               | 33:27.87 |
| Corse ad ostacoli                    |                                                                         |          |                                                                             |          |                                                                             |          |
| 100 metri ostacoli (Vento: +1.2 m/s) | Aliuska López                                                           | 12.76    | Maurren Maggi                                                               | 12.86    | Miesha McKelvy                                                              | 12.91    |
| 400 metri                            | Daimí Pernía                                                            | 53.44    | Andrea Blackett                                                             | 53.98    | Michelle Johnson                                                            | 54.22    |
| Staffette                            |                                                                         |          |                                                                             |          |                                                                             |          |
| 4 × 100 metri                        | Giamaica Peta-Gaye Dowdie Kerry-Ann Richards Aleen Bailey Beverly Grant | 42.62    | Stati Uniti Shelia Burrell Passion Richardson Angela Williams Torri Edwards | 43.27    | Cuba Misleidys Lazo Idalia Hechavarría Mercedes Carnesolta Virgen Benavides | 43.52    |
| 4 × 400 metri                        | Cuba Julia Duporty Zulia Calatayud Idalmis Bonne Daimí Pernía           | 3:26.70  | Stati Uniti Andrea Anderson Shanelle Porter Michelle Collins Yulanda Nelson | 3:27.50  | Germania Ovest Joanne Durant Andrea Blackett Melissa Straker Tanya Oxley    | 3:30.72  |
| Concorsi                             |                                                                         |          |                                                                             |          |                                                                             |          |
| Salto in alto                        | Solange Witteveen                                                       | 1.88     | Luciane Dambacher                                                           | 1.85     | Nicole Forrester                                                            | 1.85     |
| Salto con l'asta                     | Alejandra García                                                        | 4.30     | Kellie Suttle                                                               | 4.25     | Déborah Gyurcsek                                                            | 4.15     |
| Salto in lungo                       | Maurren Maggi                                                           | 6.59     | Angela Brown                                                                | 6.51     | Elva Goulbourne                                                             | 6.41     |
| Salto triplo                         | Yamilé Aldama                                                           | 14.77    | Suzette Lee                                                                 | 14.09    | Magdelín Martínez                                                           | 13.98    |
| Getto del peso                       | Connie Price-Smith                                                      | 19.06    | Yumileidi Cumbá                                                             | 18.67    | Teri Tunks                                                                  | 18.03    |
| Lancio del disco                     | Aretha Hill                                                             | 59.06    | Kris Kuehl                                                                  | 57.21    | Anaelys Fernández                                                           | 56.32    |
| Lancio del martello                  | Dawn Ellerbe                                                            | 65.36    | Yipsi Moreno                                                                | 63.03    | Caroline Wittrin                                                            | 61.28    |
| Tiro del givallotto                  | Osleidys Menéndez                                                       | 65.85    | Xiomara Rivero                                                              | 62.46    | Laverne Eve                                                                 | 61.24    |
| Prove su strada                      |                                                                         |          |                                                                             |          |                                                                             |          |
| Maratona                             | Erika Olivera                                                           | 2:37:41  | Iglandini González                                                          | 2:40:06  | Viviany de Oliveira                                                         | 2:40:55  |
| 20 km marcia                         | Graciela Mendoza                                                        | 1:34:19  | Rosario Sánchez                                                             | 1:34:46  | Michelle Rohl                                                               | 1:35:22  |
| Prove multiple                       |                                                                         |          |                                                                             |          |                                                                             |          |
| Eptathlon                            | Magalys García                                                          | 6290 p.  | Shelia Burrell                                                              | 6244 p.  | Nicole Haynes                                                               | 6000 p.  |

## Medagliere

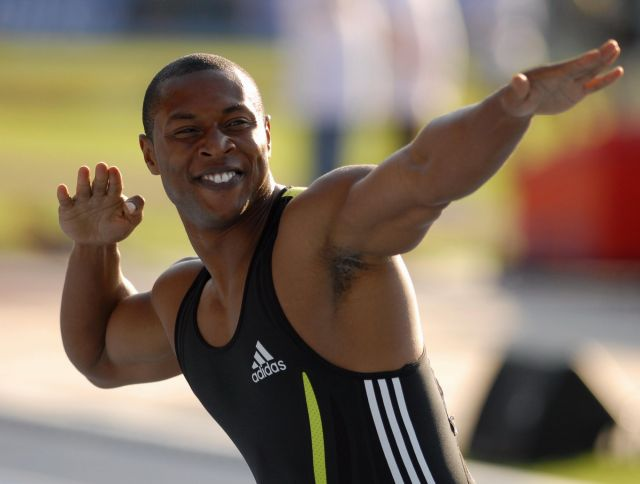
Bernard Williams vinse la medaglia d'oro dei 100 metri.

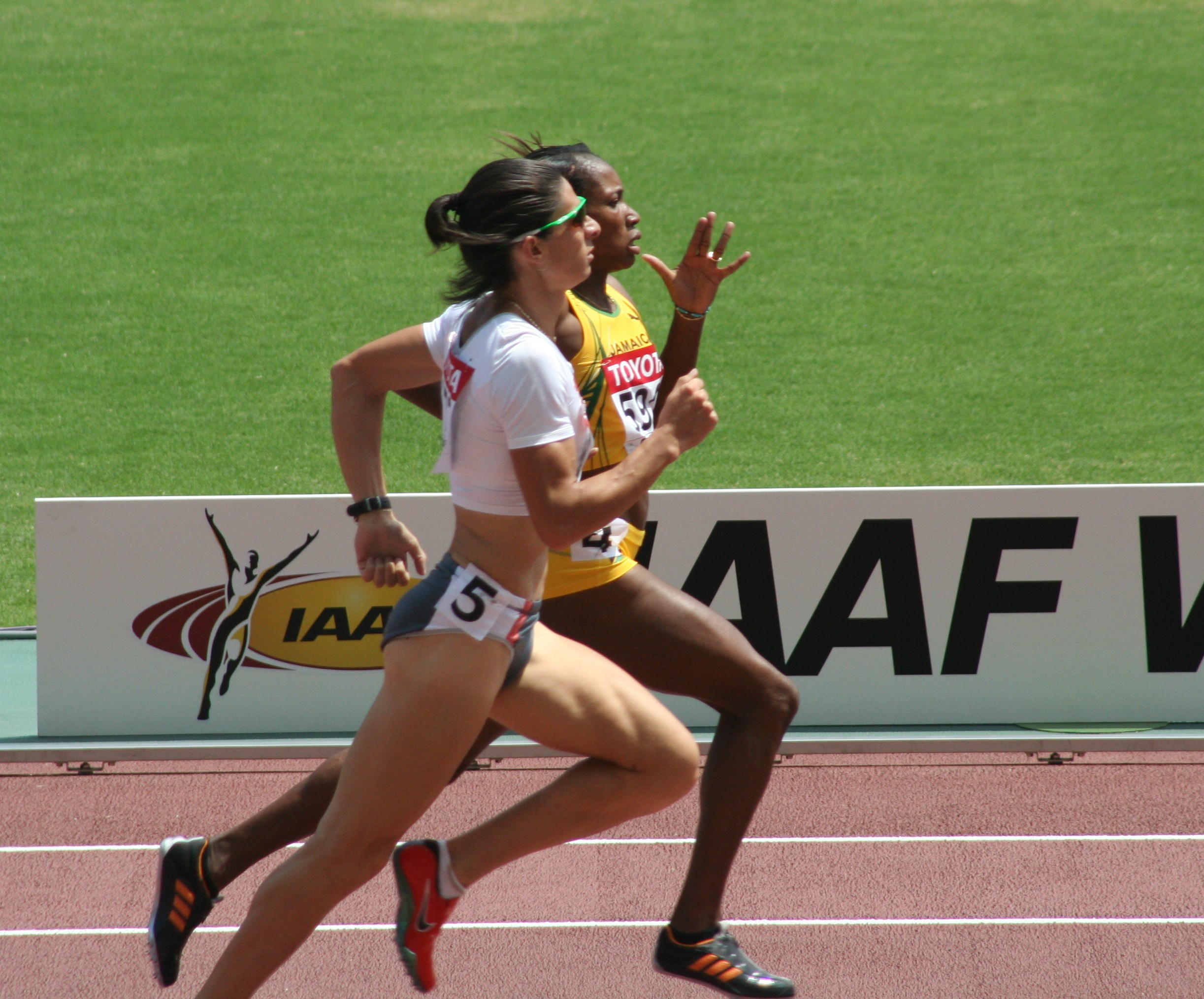
Nel 1999, la messicana Ana Guevara vinse il primo dei suoi 3 titoli nei 400 metri ai Giochi panamericani.

Paese ospitante
| Posiz. | Nazione      | Oro | Argento | Bronzo | Totale |
| ------ | ------------ | --- | ------- | ------ | ------ |
| 1      | Stati Uniti  | 11  | 18      | 15     | 44     |
| 2      | Cuba         | 10  | 9       | 6      | 25     |
| 3      | Messico      | 7   | 4       | 1      | 12     |
| 4      | Brasile      | 6   | 5       | 4      | 15     |
| 5      | Canada       | 4   | 2       | 9      | 15     |
| 6      | Giamaica     | 3   | 1       | 4      | 8      |
| 7=     | Argentina    | 2   | 0       | 1      | 3      |
| 7=     | Bahamas      | 2   | 0       | 1      | 3      |
| 9      | Cile         | 1   | 0       | 1      | 2      |
| 10     | Suriname     | 1   | 0       | 0      | 1      |
| 11     | Colombia     | 0   | 3       | 1      | 4      |
| 12     | Barbados     | 0   | 1       | 1      | 2      |
| 13=    | Isole Cayman | 0   | 1       | 0      | 1      |
| 13=    | Venezuela    | 0   | 1       | 0      | 1      |
| 15=    | Ecuador      | 0   | 0       | 1      | 1      |
| 15=    | Uruguay      | 0   | 0       | 1      | 1      |
| Totale | Totale       | 47  | 45      | 46     | 138    |